# Wortwin von Hohenberch
Wortwin (oder Ortwin) von Hohenberch, auch „Wortwin von Steden“ (* etwa um 1140–1150; † vor 1211) ließ vermutlich in der zweiten Hälfte des 12. Jahrhunderts, um 1180, dort das erste Bauwerk errichten, wo jetzt das Schloss Bad Homburg steht. Damit ist er wahrscheinlich als Begründer der heutigen Stadt Bad Homburg vor der Höhe anzusehen.

## Leben
Wortwin erscheint nur einmal zu seinen Lebzeiten in einer undatierten Urkunde in den Oculus Memoriae des Klosters Eberbach als einer der Zeugen einer rechtlichen Vereinbarung zwischen dem Kloster Eberbach und den Herren von Dornberg; Diese Zeugen lassen sich alle in den Zeitraum um 1180 einordnen. Er hat dort den adligen Zusatz „von Hohenberch“, das heißt sein Wohnsitz, eine wie auch immer geartete „Burg“, muss zu diesem Zeitraum bereits bestanden haben. Da sie Allod, das heißt Eigenbesitz Wortwins war – denn sonst hätte er sie nicht etwa um 1200 an die Herren von Eppstein verkaufen können –, muss Wortwin ein Gefolgsmann des Kaisers Friedrich Barbarossa (1152–1190) gewesen sein. Dieser Kaiser baute im gleichen Zeitraum die staufische Herrschaft in der Wetterau aus und sicherte sie durch eine Reihe von staufischen Besitzungen, wobei Frankfurt (siehe die dortige staufische Stadtmauer), die Burg Friedberg, Wetzlar und Gelnhausen hervorzuheben sind. Barbarossa hätte sicherlich keinem Gegner gestattet, eine Burg in unmittelbarer Nähe seines Herrschaftsbereichs zu errichten. 
Aus „Hohenberch“ entwickelte sich „Homburg“; „burg“ und „berg“ sind im Hochmittelalter noch weitgehend sprachlich austauschbar. Damit gilt Wortwin als Begründer einer Siedlung, aus der das heutige Bad Homburg vor der Höhe wurde.
Über Wortwins Familie ist insgesamt nicht sehr viel bekannt. Als gesichert gilt, dass er mit Adelheid, der Tochter von Eberhard Waro von Hagen verheiratet war und einen Sohn Heinrich sowie eine Tochter Elisabeth hatte. Eine Urkunde, die eine Verbindung mit Guda, Schwester des Rheingrafen Embricho und deren Gemahl Ortlib von Hohinberck beinhaltet, hat sich als Fälschung des salm-kyrburgischen Archivars Georg Friedrich Schott (1736/37–1823) herausgestellt, ebenso wie eine weitere Urkunde von 1192 (vgl. dazu Wagner, P. in der Literaturliste).